# NGC 408
NGC 408 – gwiazda o jasności 14,5m znajdująca się w gwiazdozbiorze Ryb, widoczna na niebie w pobliżu galaktyki NGC 410. 22 października 1867 roku obserwował ją Herman Schultz i błędnie skatalogował jako obiekt typu „mgławicowego”. Baza SIMBAD jako NGC 408 identyfikuje galaktykę PGC 4221 (LEDA 4221) znajdującą się na południe od tej gwiazdy.